# 土佐くろしお鉄道宿毛駅衝突事故
土佐くろしお鉄道宿毛駅衝突事故（とさくろしおてつどうすくもえきしょうとつじこ）は、2005年（平成17年）3月2日の20時41分頃に土佐くろしお鉄道宿毛線宿毛駅で列車が脱線し同駅の駅舎に衝突、脱線・地上に転落した事故である。

## 事故概要
2005年（平成17年）3月2日20時41分頃、高知県宿毛市の宿毛駅（頭端式構造）構内で、岡山発宿毛行の特急「南風17号」が約113km/hの高速で進入した。列車はJR四国高知運転所所属の2000系気動車で、先頭から2008,2218,2116の3両編成、乗員2人(運転士1名、車掌1人)と乗客11人の計13人が乗車していた。ATS又はEB装置の作動があったとみられるが、概ね95km/h又は概ね85km/hの速度で車止めに突入、そのまま駅舎のエレベーターを破壊、外壁を突き破って地上に転落、さらにテレスコーピング現象によって完全に変形ないし圧壊、原形をとどめず大破し、駅舎も半壊した。この事故により先頭車両の運転席にいた運転士が死亡し、後尾車両にいた車掌が軽傷、乗客10人が重軽傷（重傷1人、軽傷9人）を負った。

## 事故直後の救出活動
後刻出発する予定であった普通列車の運転士と宿毛駅近くにいた社員が加わり、乗客の救出等が行われた。先頭車両には乗客が2名いたが、客室扉が大破していたため窓ガラスを割って救出された。
宿毛駅は高架式に建てられており、事故現場であるホームと外部との連絡は階段を使用しなければいけないが、事故の影響で当該階段壁面が崩れ、車両から漏洩した油が階段にも及んでいたため通行が困難となっていた（前述の社員と消防署員は、電柱を上って事故現場に到達した。）。そのため、負傷者を後刻出発する予定であった普通列車に乗せ（宿毛駅を出発したのは、事故発生から約35分経過した21時16分ころ）、重傷者1人と比較的重傷であった2人は隣駅の東宿毛駅まで、その他の負傷者は病院に近い2駅先の平田駅まで搬送し、それぞれの駅から救急車で病院に搬送された。
死亡した運転士については、運転席において動かない姿が確認されていたが、車両が大破していたことから、車両からの搬出は事故から3日後の3月5日となった。

## 事故後の影響
この事故により宿毛線は全線運休となった。同年4月7日に普通列車のみ運転を開始したが、この時点では宿毛駅の改札が使用不能であったため、宿毛駅 - 東宿毛駅間は回送扱いとしバス代行輸送が行われた。同年6月13日からは特急列車も運行を開始したが、特急列車の運行も普通列車と同様の形式で行われたため、所定では通過する東宿毛駅に臨時停車の措置が取られた。
同年10月28日に宿毛駅駅舎の復旧工事が完了したことから、11月1日より宿毛駅 - 東宿毛駅間の旅客営業を再開し、同時に特急の東宿毛駅臨時停車も終了した。

## 調査と対策
運転士は前日まで6日間インフルエンザのため欠勤していたが、当日の点呼では異常が見られなかったとしている。事故調査報告書では平田駅出発後に運転を正常に行えなくなる何らかの異常事態が運転士に発生したものと推測し、眠気を催しやすい食事後の乗務であったことなどが指摘されているが、その異常事態が何であったかを特定するには至っていない。
駅手前にある安全装置（保安装置）である自動列車停止装置のATS-SSは、停止信号警報であるロング地上子も、過走防止速照である時素速照地上子も正常に動作して非常制動を掛けた。しかし、その設置位置がロング地上子は最高速度対応ではなく、運転士による減速で約51km/h以下に減速される前提の位置に設置されており、また2対の過速度防止速照地上子対は全く根拠のない位置に設置されており、地上子配置及び配置規則が適正なものでなかったため（当初、宿毛線の最高速度は70km/hで計画されていたが、建設中に120km/hに引き上げられた）、最高速で進入してきた列車を停止させることができなかった点が指摘された。
これを受けて国土交通省は、最高速度100km/h以上の全事業者に対し、行き止まり駅に限ってそれぞれ是正通達を行った。なお、行き止まり駅以外は最高速度に対応しない設定が、国交省通達上はそのまま残されている。
事故車両のうち一両目の2008と二両目の2218は原形をとどめないほど大破したため、2005年3月31日付で罹災廃車となり解体処分された。
この事故を契機に、土佐くろしお鉄道では宿毛駅に過走防止装置としてATS-SS時素式速度照査地上子3対を新設、2対を有効な位置に移設して運行を再開した。JR四国では、行き止まり式の配線を持つ駅（香川県内では高松駅、琴平駅、愛媛県内では宇和島駅、高知県内では新改駅、徳島県内では徳島駅、鳴門駅、坪尻駅）計7か所を対象に、宿毛駅と同様の過走防止用ATS地上子を増設（駅から離れた場所）することを決めた。また、高松琴平電気鉄道でもこの事故を受けて、ATS装置を時素式速度照査機能付に更新するとともに、行き止まりの配線を持つ駅（高松築港駅、瓦町駅、仏生山駅、一宮駅、琴電琴平駅、長尾駅、琴電志度駅）7か所を対象に、過走防止用地上時素式速度照査地上子（駅構内に照査速度20km/h、15km/h、10km/h、5km/hの4段階で設置）を増設することを決めた。